# Conférence de Villach de 1985
La conférence de Villach de 1985, de son nom complet International Conference on the Assessment of the Role of Carbon dioxide and of Other Greenhouse Gases, est une conférence internationale essentiellement consacrée au changement climatique qui s'est tenue du 9 au 15 octobre 1985 à Villach, en Autriche. Elle compte parmi les prémices de la construction d'une gouvernance mondiale sur le changement climatique.

## Contexte
En 1979 se tient la World Climate Conference, première conférence internationale consacrée aux conséquences de l'activité humaine sur le climat, notamment la destruction de la couche d'ozone et l'éventualité d'un réchauffement climatique. Dans le cadre du World Climate Programme (WCP) — connu pour son programme de recherche — qui y est mis en place, l'Organisation météorologique mondiale (OMM), le Programme des Nations unies pour l'environnement (PNUE) et le Conseil international pour la science (ICSU) organisent conjointement une série d'ateliers de travail scientifiques à Villach, en Autriche, qui portent essentiellement sur la question du changement climatique,.
Les deux premiers d'entre eux se tiennent en 1980 et en 1983. L'atelier de 1980 est consacré à l'évaluation du rôle du dioxyde de carbone (CO2) dans le changement climatique et conclut à l'existence d'un risque significatif d'impacts néfastes, justifiant d'approfondir les recherches en la matière, via un programme de coopération internationale,. Le second atelier, intitulé « On Sensitivity of Ecosystems and Society to Climate Change » (traduisible par : « Sur la sensibilité des écosystèmes et de la société au changement climatique »), rassemble essentiellement des modélisateurs du climat et des biologistes avec pour objectif d'analyser les impacts du changement climatique ; il conclut à la nécessité de mener davantage de recherches dans ce domaine.
L'organisation de la conférence de 1985 intervient également dans le contexte de l'élaboration de la Convention de Vienne sur la protection de la couche d'ozone (signée en mars 1985),,.

## Déroulement et conclusions
Les experts invités à la conférence — 89 chercheurs et experts de 23 nationalités différentes — le sont à titre individuel, ils ne représentent pas officiellement leur pays ou leur institution d'appartenance,. La conférence est présidée par Jim Bruce, président de l'Atmospheric Environment Service du Canada.
Les participants à la conférence, qui se tient du 9 au 15 octobre 1985 à Villach, en Autriche, s'appuient sur un rapport du Scientific Committee on Problems of the Environment (SCOPE) — un comité rattaché à l'ICSU — qui dresse un état des connaissances scientifiques sur le changement climatique et auquel ils ont accès, quand bien même il ne sera publié qu'en 1986. Financé par le PNUE — avec l'appui de son directeur Mostafa Kamal Tolba ainsi que par l'OMM —, le rapport du SCOPE est rédigé à partir de 1983, sous la direction de Bert Bolin de l'International Meteorological Institute (IMM, université de Stockholm),,.
Une étude cosignée par Veerabhadran Ramanathan sur la contribution significative à l'effet de serre des gaz autres que le CO2, portée à la connaissance des participants à la conférence via le rapport du SCOPE, participe à accroître leur perception du changement climatique comme un problème plus large que celui du seul CO2 et nécessitant une action politique,,.
Le rapport de la conférence conclut à un consensus sur l'état des connaissances scientifiques relatives à l'effet de serre et les impacts d'un réchauffement futur,, :

« En conséquence de l'augmentation des concentrations de gaz à effet de serre, on estime aujourd'hui qu'au cours de la première moitié du siècle prochain pourrait survenir une hausse de la température moyenne de la planète supérieure à toute autre dans l'histoire de l'humanité. »

Plus encore, il estime que « scientifiques et décideurs politiques devraient entamer une collaboration active afin d'étudier l'efficacité de politiques et ajustements alternatifs », et, sous l'influence du directeur du PNUE Mostafa Tolba — qui a participé à l'élaboration de la Convention de Vienne sur la protection de la couche d'ozone et aimerait reproduire la même démarche pour le changement climatique — il recommande explicitement l'établissement d'une petite « task force » sur les gaz à effet de serre,,.
Il est alors inédit qu'une conférence scientifique sur le changement climatique s'appuie sur les connaissances scientifiques pour émettre des recommandations d'ordre politique, en l'espèce affirmer que le risque encouru est suffisamment important pour justifier une coopération politique internationale sur le sujet,.

## Influence et postérité
Cette recommandation débouche l'année suivante sur la création de l'Advisory Group on Greenhouse Gases (AGGG), un petit groupe d'experts nommés par l'OMM, le PNUE et l'ICSU chargé de suivre la recherche sur le changement climatique et d'explorer l'hypothèse de la création d'une convention internationale sur le sujet,,.
La conférence de Villach de 1985 entame ainsi le mouvement de mise à l'agenda politique international du changement climatique, que poursuivra la conférence de Toronto de 1988,.
Par ailleurs, l'un des participants à la conférence, Gordon Goodman, également membre de l'AGGG, s'appuie largement sur les travaux de la conférence de Villach et du rapport du SCOPE pour la rédaction du chapitre consacré au changement climatique au sein du rapport Brundtland, qui sera publié en 1987 ; les conclusions de la conférence de Villach bénéficient ainsi d'une large diffusion indirecte,,.